# Chiambretti Supermarket
Chiambretti Supermarket è stato un programma televisivo italiano andato in onda dal 13 maggio al 20 giugno 2014 in seconda serata su Italia 1 con la conduzione di Piero Chiambretti.

## Il programma
Il programma andava in onda 7 giorni su 7 (tre puntate erano in diretta e duravano circa un'ora e mezza, mentre le restanti quattro erano dei montaggi di quanto già accaduto nelle sere precedenti e della durata di circa trenta minuti) in seconda serata su Italia 1.
In uno studio di 900 m² con una scenografia simile a degli scaffali, il presentatore Piero Chiambretti introduceva al pubblico una serie di ospiti presentati come prodotti da supermercato. Fra interviste a personaggi famosi, esibizioni di individui con velleità artistiche e videoclip di vario genere, il supermarket metteva in mostra la propria "merce" in un contesto di telepromozione.
Oltre al conduttore, il cast di questo programma era formato dal maestro Andrea Bacchetti (che si occupava dell'accompagnamento musicale), da Cristiano Malgioglio (nelle vesti di "direttore del supermercato" e spalla del conduttore) e da un gruppo di giovani, detti "commessi", con funzioni di valletti, quindi da un parterre vip composto da alcuni opinionisti tra cui spiccavano i seguenti nomi: la modella e pittrice Patricia Contreras, lo stilista internazionale Joshua Fenu e il mercante d'arte Fabrizio Moretti. Nel cast fisso del programma troviamo anche la fashion blogger Chiara Nasti, quindi le showgirl Belén Rodríguez, Ainett Stephens, Cecilia Rodríguez e Sofia Valleri.
Il programma, inizialmente confermato per una seconda edizione, è stato sostituito da Grand Hotel Chiambretti, il nuovo programma di Canale 5 in onda dal 20 febbraio 2015 ogni venerdì sera per un solo appuntamento settimanale in seconda serata perché le esigenze di risparmio delle reti Mediaset non consentono la ripetizione del format televisivo usato per la prima, e quindi unica, edizione del Chiambretti Supermarket su Italia 1.